# Jacobi-Koordinaten

Jacobi-Koordinaten veranschaulicht für vier Körper. Hellblau sind jeweils die virtuellen Massen eingezeichnet. Die Jacobi-Koordinaten sind r_{1}, r_{2}, r_{3} und R.

Die Jacobi-Koordinaten sind ein System verallgemeinerter Koordinaten für n-Körpersysteme in der Physik. Sie werden insbesondere in der Himmelsmechanik und der Betrachtung mehratomiger Moleküle und chemischer Reaktionen verwendet.

## Jacobi-Koordinaten für N Teilchen
Der Algorithmus zum Erhalt der Jacobi-Koordinaten lässt sich wie folgt beschreiben:

Man betrachtet zwei der {\displaystyle N} Teilchen und berechnet ihren Schwerpunkt {\displaystyle {\vec {R}}=(m_{1}{\vec {r}}_{1}+m_{2}{\vec {r}}_{2})/(m_{1}+m_{2})}, ihre Gesamtmasse {\displaystyle m_{12}=m_{1}+m_{2}} und die relative Position zueinander {\displaystyle {\vec {r}}_{12}={\vec {r}}_{1}-{\vec {r}}_{2}}. Man ersetzt nun die beiden Teilchen durch ein neues virtuelles Teilchen mit Masse {\displaystyle m_{12}} am Ort {\displaystyle {\vec {R}}}. Der Relativabstand stellt dabei die erste Jacobi-Koordinate dar: {\displaystyle {\vec {R}}_{1}={\vec {r}}_{12}}.
Dies wiederholt man nun für die {\displaystyle N-2} anderen Teilchen, sowie das neue virtuelle Teilchen.
Nach {\displaystyle N-1} derartigen Schritten erhält man die Jacobi-Koordinaten als {\displaystyle {\vec {R}}_{i}} und {\displaystyle {\vec {R}}_{N}={\vec {R}}} vom letzten Schritt.
In Formeln ergeben sich die Jacobi-Koordinaten zu
{\displaystyle {\vec {R}}_{1}={\vec {r}}_{1}-{\vec {r}}_{2}\;,\qquad {\vec {R}}_{j}={\frac {1}{m_{0j}}}\sum \limits _{k=1}^{j}m_{k}{\vec {r}}_{k}-{\vec {r}}_{j+1}\qquad {\text{und}}\qquad {\vec {R}}_{N}={\frac {1}{m_{0}}}\sum \limits _{k=1}^{N}m_{k}{\vec {r}}_{k}}
mit
{\displaystyle m_{0j}=\sum \limits _{k=1}^{j}m_{k}\;.}
Dabei ist {\displaystyle m_{0N}=M} die Gesamtmasse des Systems. Die letzte Jacobi-Koordinate {\displaystyle {\vec {R}}_{N}} entspricht dem Schwerpunkt des Systems.
Die zugehörigen Geschwindigkeiten berechnen sich als
{\displaystyle {\vec {W}}_{j}={\frac {\mathrm {d} {\vec {R}}_{j}}{\mathrm {d} t}}}
zu
{\displaystyle {\vec {W}}_{1}={\vec {v}}_{1}-{\vec {v}}_{2}\;,\qquad {\vec {W}}_{j}={\frac {1}{m_{0j}}}\sum \limits _{k=1}^{j}m_{k}{\vec {v}}_{k}-{\vec {v}}_{j+1}\qquad {\text{und}}\qquad {\vec {W}}_{N}={\frac {1}{m_{0N}}}\sum \limits _{k=1}^{N}m_{k}{\vec {v}}_{k}\;.}

## Verwendung
In der Himmelsmechanik ermöglichen die Jacobi-Koordinaten, die Hamilton-Funktion eines Planetensystems in einen keplerschen und einen Interaktionsteil aufzuspalten. Diese nutzten Wisdom und Holman 1991 zur Konstruktion eines symplektischen Integrators hoher Geschwindigkeit, welcher vor allem in der Implementation namens Swift durch Levison und Duncan weite Verbreitung fand.